# Dwayaloma trina
Dwayaloma trina är en svampart som beskrevs av Subram. 1957. Dwayaloma trina ingår i släktet Dwayaloma, divisionen sporsäcksvampar och riket svampar.   Inga underarter finns listade i Catalogue of Life.